# Miejskie
Miejskie – część wsi Grabków w Polsce, położona w województwie świętokrzyskim, w powiecie starachowickim, w gminie Pawłów.
W latach 1975–1998 Miejskie administracyjnie należało do województwa kieleckiego.